# San Marino a 2008. évi nyári olimpiai játékokon
San Marino a kínai Pekingben megrendezett 2008. évi nyári olimpiai játékok egyik részt vevő nemzete volt. Az országot az olimpián 3 sportágban 4 sportoló képviselte, akik érmet nem szereztek.

## Atlétika
Férfi

| Versenyző   | Versenyszám | Előfutam | Előfutam | Előfutam | Elődöntő | Elődöntő | Elődöntő | Döntő   | Döntő    |
| Versenyző   | Versenyszám | Idő      | Hely.    | Össz.    | Idő      | Hely.    | Össz.    | Idő     | Helyezés |
| ----------- | ----------- | -------- | -------- | -------- | -------- | -------- | -------- | ------- | -------- |
| Ivano Bucci | 400 m       | 48,54    | 7.       | 53.      | kiesett  | kiesett  | kiesett  | kiesett | kiesett  |

## Sportlövészet
Női

| Versenyző       | Versenyszám | Selejtező | Selejtező | Döntő   | Döntő    |
| Versenyző       | Versenyszám | Pont      | Helyezés  | Pont    | Helyezés |
| --------------- | ----------- | --------- | --------- | ------- | -------- |
| Daniela Del Din | Trap        | 62        | 15.       | kiesett | kiesett  |

## Úszás
Férfi

| Versenyző         | Versenyszám | Előfutam | Előfutam | Előfutam | Elődöntő | Elődöntő | Elődöntő | Döntő   | Döntő    |
| Versenyző         | Versenyszám | Idő      | Hely.    | Össz.    | Idő      | Hely.    | Össz.    | Idő     | Helyezés |
| ----------------- | ----------- | -------- | -------- | -------- | -------- | -------- | -------- | ------- | -------- |
| Emanuele Nicolini | 200 m gyors | 1:59,45  | 3.       | 57.      | kiesett  | kiesett  | kiesett  | kiesett | kiesett  |

Női

| Versenyző       | Versenyszám    | Előfutam | Előfutam | Előfutam | Elődöntő | Elődöntő | Elődöntő | Döntő   | Döntő    |
| Versenyző       | Versenyszám    | Idő      | Hely.    | Össz.    | Idő      | Hely.    | Össz.    | Idő     | Helyezés |
| --------------- | -------------- | -------- | -------- | -------- | -------- | -------- | -------- | ------- | -------- |
| Simona Muccioli | 100 m pillangó | 1:04,91  | 3.       | 49.      | kiesett  | kiesett  | kiesett  | kiesett | kiesett  |